# Érik Comas
Erik Comas (Romans-sur-Isère, 28 september 1963) is een Frans autocoureur die vier seizoenen uitkwam in de Formule 1.
Comas kocht in 1983 zijn eerste raceauto, een Renault 5, van de toen nog onbekende Jean Alesi. In 1989 kwam Comas via Formule 3 in de Formule 3000 terecht. Hij werd dat jaar tweede achter Alesi, een jaar later werd hij kampioen. In 1991 maakt hij de overstap naar de Formule 1 en ging rijden voor Ligier naast Thierry Boutsen. Ligier zat toen in een overgangsperiode en het team, met Lamborghini-motoren, wist geen punten pakken.
Het seizoen 1992 ging beter voor Comas, Ligier kon beschikken over Renault-motoren en Comas scoorde vier punten, twee meer dan teamgenoot Boutsen. Toch was dat niet goed genoeg om te blijven en Comas vertrok naar Larrousse. Hij wist daar in twee jaar drie punten te halen, voor het team door financiële problemen instortte. Comas kon geen nieuwe plek in de Formule 1 vinden en vertrok naar Japan, waar hij sindsdien in verschillende raceklassen uitkwam.
Tijdens de kwalificatie voor de Grand Prix van België in 1992 kreeg Comas een zwaar ongeluk. Ayrton Senna bedacht zich geen moment en zette zijn McLaren aan de kant. Hij liep naar de auto van Comas, terwijl er weer Formule 1-wagens op snelheid aankwamen – zette de motor uit en hield het hoofd van de bewusteloze coureur recht totdat medische hulp arriveerde.
Twee jaar later, tijdens de Grand Prix Formule 1 van San Marino 1994, stierf Senna doordat hij met bijna 220 km/h tegen een betonnen muur botst. Comas werd op dat moment per ongeluk de pitsstraat uitgelaten door officials en hij kon in de Tamburellobocht, waar Senna crashte, nog maar net voorkomen dat hij de reddingswerkers, hun voertuigen en de medische helikopter raakte. Comas zette zijn auto aan de kant en deed niet mee aan de herstart van de race. Hij was te erg aangegrepen door de aanblik van de mensen die uit alle macht probeerden het leven van de zwaargewonde Senna te redden. Aan het einde van het seizoen stapte hij uit de Formule 1.